# リドワーン
リドワーン（? - 1113年12月10日）は、シリア・セルジューク朝のアレッポ政権の初代スルタン（在位：1095年 - 1113年）。

## 生涯
父はシリア・セルジューク朝の始祖であるトゥトゥシュ。1095年に父がバルキヤールクの前に敗死すると、兄弟であるドゥカークと所領を分割して相続してバルキヤールクの宗主権を否定して対立した。だがドゥカークとの兄弟仲も非常に険悪で、1096年より始まった十字軍遠征に対抗できなかった。
また政権基盤が脆弱で軍事力も弱小のため、リドワーンは親ファーティマ朝の姿勢をとったりした。これはシリアに多かったスンナ派の怒りを招いてかえって支持を失っただけであった。1113年にリドワーンが死去すると、若年の息子らの下で権力闘争が起こってシリア・セルジューク朝は崩壊していくことになる。